# Allocosa ituriana
Allocosa ituriana là một loài nhện trong họ wolfspinnen (Lycosidae).
Loài này thuộc chi Allocosa. Allocosa ituriana được Embrik Strand miêu tả năm 1913.